# أنتوني أدابو
أنتوني أدابو (بالإنجليزية: Anthony Addabbo)‏ مواليد 14 سبتمبر 1960 في كورال غيبلز - الوفاة 18 أكتوبر 2016 في نورفك، فرجينيا، هو ممثل أمريكي بدأ مسيرته الفنية سنة 1987. امتدت مسيرته الفنية لأكثر من 29 عاما. درس في جامعة فرجينيا للتقنية.

## الأعمال

### مسلسلات
| السنة | العمل                   | الدور      |
| ----- | ----------------------- | ---------- |
| 1989  | أجيال                   | جيسون كريغ |
| 1991  | دالاس                   | جون        |
| 1991  | شيرز                    | فرانكي     |
| 1993  | أجنحة                   |            |
| 1995  | دياجنوسيز: موردر        |            |
| 1996  | المحيط الهادي الأزرق    |            |
| 1996  | المربية                 |            |
| 1997  | ذا بولد أند ذا بيوتيفول |            |
| 1999  | غايدنغ لايت             |            |
| 2001  | أول ماي تشيلدرن         |            |
| 2011  | أرض الوطن               |            |
| 2012  | تل الشجرة الواحدة       |            |

## وصلات خارجية
- أنتوني أدابو على موقع IMDb (الإنجليزية)
- أنتوني أدابو على موقع قاعدة بيانات الفيلم (الإنجليزية)